# 二子さといも
二子さといも（ふたごさといも）、二子いものこ（ふたごいものこ）は、岩手県北上市二子地区（旧・二子村）の伝統野菜、サトイモの一種である。日本の地理的表示(GI)に登録されている。

## 概要
北上市は、奥羽山脈と北上山地に挟まれており、比較的湿度が低く、日較差と年較差が大きい内陸性気候の特性を有している。北上川や和賀川の水源は豊富であり、土壌は広大で肥沃ということもあって、古くから農業の盛んな地域であった。二子さといもはこの地域だけで古くから品種改良をせずに栽培されてきた在来のサトイモ品種であり、一般的なサトイモよりも強い粘り気と味の濃さ、滑らかな食感が特徴となっている。また、二子さといもは軟らかいのに煮崩れしにくいことも特徴に挙げられる。

## 特性
二子さといもは赤茎系品種であり、孫イモがあまり肥大しない「子芋専用品種」であるため子イモは粒がそろった大玉になるが、収量は少ない。同様に子イモを食べるサトイモの品種「土垂れ」と比べると種イモの貯蔵性が悪く、収穫量の2割以上を種イモ用に保存する必要があり、そのため出荷量が減ることになる。
GI登録申請時に北上市が二子さといもの特徴を明らかにする目的で弾力および粘度を測定したところ、粘度が高く口当たりが良い点、煮込んだ際に調味料との親和性が高い点が実証されている。また、食味については、酸味、苦味、雑味、渋み、うま味などの数値が他産地、他品種のサトイモよりも優れていることが確認できたされる。
生育初期の葉柄基部は薄いワイン色をしているが、収穫期になると葉柄のほぼ全体が濃い黒赤色ないし黒紫色となる。
黒軸品種群に属する岩手県の古いサトイモの品種「赤桿」と特性が一致するため、「赤桿」と二子さといもを同一品種とする考察もある。

## 生産暦
以下に生産暦を例示する。
1. 4月上旬 - 越冬させた双子さといもを伏せ込む。
2. 4月中旬 - 芽出し。
3. 4月下旬 - 芽出しした種イモを堀り起こし、定植作業を行う。
4. 9月上旬〜10月上旬 - 収穫
  1. 茎切り
  2. マルチ剥ぎ
  3. 掘り起こし
  4. イモ掻き
  5. 搬出
5. 10月下旬〜11月 - 次年度の種イモ芋の収穫を行う。

## 生産者数・作付面積・出荷量
生産者数はGI登録（2018年）を機に微増したものの、以降は減少を続けている（2022年時点）。作付面積は、GI登録以前と比べると2022年時点では半分強程度に縮小している。生産者の平均年齢は70歳代が中心であり、若年層は30代が1人存在しているのみといった生産者の高齢化などが背景にある。
生産量については、2017年度は218トン、GI登録年度は170トンと大きく減少しているが、これは生産管理工程の規格へ適切に適合させるための移行期であったとみられる。2019年度はGIへの期待度も高く、生産意欲が向上しため194トンまで回復したもが、2020年度以降は180トン台となっている。
作付面積の半減と合わせて考えると、生産量の減少幅は小さく、1生産者当たりの生産単収を上げるなどの工夫が行われているものと推測される。

## 販売ルートと販売単価
二子さといもは、花巻農業協同組合（JAいわて花巻）を経由する出荷が約70パーセントで、岩手県内に立地する地方卸売市場を経由する市場出荷が約30パーセントとなっている。
2017年以降の二子さといもの月別旬別販売単価をGI登録前後で比較して全期平均でキログラム当たり50円弱上昇しており、GI登録を契機として二子さといもの地域ブランドの認知度や信頼性の向上があったものと推測される。GI登録後は岩手県内の物産展や関東地方の百貨店などで限定販売が年に複数回開催されるようになっており、、こうした販売展開の実現も販売単価向上に貢献したものと推測される。

## 出荷規格
大別すると「A品」「B品」の2つに区分されていおり、A品77.5パーセント、B品22.5パーセントとなっている。
球形（直径）と重量によって、3L、2L、L、M、S、2Sの6つに区分されている。階級別の比率は、M37.4パーセント、L29.2パーセント、S22.3パーセントとなっており、この中で最も需要が高い規格はLで、次いでMである。

## 利用法
伝統的利用法としては以下の料理がある。
いものこ汁
鶏ガラを使用した醤油味の汁。
ニンジン、ゴボウを使わずに仕上げることで、二子さといもの美味さを味わうのが特徴。
ズボいも
料理名は「孫イモ」の意味でもあり、孫イモを用いた料理の意味でもある。
皮を剥いた孫イモをめんつゆ、削り節、ネギで和えた料理。家庭では調味料を変えて楽しまれている。
また、近年は他の北上市特産品と合わせて作る北上コロッケが開発されている。

## 歴史
二子村は鎌倉時代の始めに源頼朝庶子とされる和賀氏の所領となり、豊臣秀吉から所領を没収されるまでの380年間は二子城を居城とする和賀氏の治世が続いた。その後は、二子村として盛岡藩に属し、明治以降も二子村として存続。1954年に周辺と合併し北上市となった。
「二子いも」の文献上の初出は、1831年（天保2年）に書かれた『二子物語』で、「芋」という言葉が記されている。一説では300年か、それ以上の歴史を持つともいわれるが、由来は不明。
1977年、二子さといもの選果登録の方法や出荷規格の統一が行われ、生産組合が設立した。
北上市内で「二子さといも振興チーム」が設置される。振興チームは、二子さといもの培養苗の技術検証、栽培技術に関する研修や意見交換、栽培歴の見直し、種イモ保存の検証、病害虫対策、生理障害対策など行っていた。
2015年にGI関連法の整備が進展したことを受け、全国農業協同組合連合会岩手県本部から振興チームへGI登録の打診があり、生産者などへのGI登録に関する説明会が計6回、開催された。2017年（平成29年）6月に生産者、関係機関、関係団体からなる「二子さといも協議会」が設立された。
振興チーム時代からの活動もあって、2018年（平成30年）9月にGI登録された。以後、GI登録産品を対象とした「アグリフードEXPO」（2018年）、「GIフェスティバル」（2019年）、「いわて・みやぎ・ふくしまフェスタ」（2019年）といった催事への出展をが協議会が行っている。

## 二子さといも協議会
二子さといも協議会
構成
- 花巻農業協同組合（JAいわて花巻）
- 岩手県県南広域振興局農政部花巻農林振興センター
- 岩手県中部農業普及センター
- 北上市
- 会員（生産者）

協議会の会長は生産者代表、副会長は北上市農林部長およびJAいわて花巻営農部長、監事は花巻農林振興センターおよび生産者の代表、事務局長は北上市農業振興課長が務めている。
協議会内には、以下の3グループが設置されている。
技術改善班
普及センター、JAいわて花巻、生産者で構成。
GI管理班
北上市農業振興課、JAいわて花巻で構成。
確認機関
花巻農林振興センター
主な活動内容
- 栽培技術の規定
- ブランド強化への取り組み
- 新規栽培者の確保育成
- 栽培管理による品質保持の徹底
- GIマークの適切な利用
- 広報・宣伝活動

### 地域ブランド管理・運営体制
二子さといも協議会では、GI登録の際に定めた生産工程管理の遵守と品質保持に努めており、以下のような活動を行っている。
- 品種の存続
- GI取得時に定めた「生産工程管理適合性確認票」などの提出・管理
- 協議会内でのチェック体制の強化

生産者だけでなく、地域内の普及指導機関と農業団体が連携して取り組むことで生産工程管理の遵守につながると共に「差別的優位性」を有するブランド管理、プレミアムの保持を可能としている。
上記の「生産工程管理適合性確認票」において、生産者は品種および栽培方法の確認、出荷規格や最終産品の確認を、GI登録申請に必要な審査要領で定める書類の内容に従って行う義務があり、それを怠った生産者に対しては講習会への参加や指導が行われることが定められている。生産者が講習会などの指導に従わなかった場合、一定期間において「二子さといも」の名称使用ができないといった罰則も存在しており、強制力がある内容となっている。